# Opéra de Tours
L'Opéra de Tours est une compagnie française d'opéra en résidence au Grand Théâtre de Tours.

## Historique

### Théâtre privé
En 1791, lors de la vente des biens nationaux, le citoyen Bucheron acquit l'église des Cordeliers qu'il transforma en un théâtre de 800 places, inauguré en 1796. On y jouait autant de pièces de théâtre (Molière, Marivaux...) que d'opéras (Mozart, Rossini…).
Les nombreux projets pour une nouvelle salle puis pour un théâtre municipal n'aboutissant jamais (faute de moyens), la ville de Tours décide en 1867 d’acheter la salle de M. Bucheron, de la démolir et de construire au même endroit un nouveau théâtre, sur les plans de l'architecte Léon Rohard, afin d'en faire un édifice moderne.

### Théâtre municipal
Le 8 août 1872, le premier théâtre municipal de Tours est inauguré. La salle contient 1 200 places avec 3 étages de galeries. Il est victime d'un incendie 11 ans plus tard.
Un concours municipal est ouvert en 1884 pour reconstruire un nouveau théâtre sur le même emplacement. Le jury, dans lequel figure Charles Garnier, architecte de l'Opéra de Paris, retient le projet du jeune architecte tourangeau Jean-Marie Hardion, limogé un an plus tard pour dépassement des crédits et remplacé par Stanislas Loison. Le deuxième Théâtre municipal (bâtiment actuel) fut inauguré, après six ans de travaux, en novembre 1889.
Lorsque la Première Guerre mondiale éclate en 1914, tous les théâtres tourangeaux ferment. Le Théâtre de Tours ne rouvre qu'en août 1915. Jusqu'en 1923, le théâtre n'a pas de troupe en résidence, ce qui permet la venue à Tours d'artistes très renommés. La troupe d'opérette réapparait en 1923 et reste active jusqu'en 1959. L’entre-deux-guerres voit l'apogée du Grand Théâtre ; plus de cent cinquante représentations lyriques ont lieu chaque année devant des salles combles. En 1939, la guerre interrompt à nouveau l'activité du théâtre, jusqu'en octobre 1940. Les spectacles reprennent (avec des horaires adaptés au couvre-feu), mais ils sont parfois interrompus par les alertes des bombardements aériens.
Depuis 1959, l'activité lyrique a considérablement évolué : à côté des reprises d'œuvres traditionnelles, les directions artistiques successives se sont ouvertes à des compositeurs injustement oubliés à Tours, ainsi qu'aux créations.

### Théâtre lyrique d'intérêt national
Seule maison d'opéra de la région Centre-Val de Loire, elle est dotée d'un chœur permanent d'une quinzaine de choristes et accueille, depuis 2002, l'Orchestre symphonique Région Centre-Val de Loire/Tours (OSRC-T). Les ateliers de la maison (ateliers de confection de costumes, de fabrication de décors et d'accessoires) sont régulièrement sollicités par d'autres maisons d'opéra en France et en Europe, ce qui permet à l'Opéra de Tours de s'inscrire dans les réseaux internationaux de production lyrique.
L'Opéra de Tours a pour objectif de faire découvrir la musique lyrique et symphonique à un public toujours plus large.

## Programmation

### Lyrique
L'Opéra de Tours produit désormais en moyenne six opéras par saison, le plus souvent mis en scène, mais parfois aussi en version de concert. Il programme également des récitals d'artistes de renommée internationale comme Véronique Gens en 2021 et des master class comme celle dirigée par Jean-Philippe Lafont en 2022.

### Symphonique
Avec plus de 15 dates en région et autant au sein du Grand Théâtre, l'Orchestre symphonique Région Centre-Val de Loire/Tours contribue à la diffusion des grandes œuvres du répertoire.
Une nouvelle politique d'invitations de chefs de renommée internationale (Michel Plasson, Jean-Claude Casadesus, Marc Minkowski, Christian Arming, Hervé Niquet…) participe au positionnement national de cette phalange.
Glass Marcano, une des rares cheffes noires en France, commence sa carrière professionnelle avec l'Orchestre symphonique Région Centre-Val de Loire en 2021. Elle en est nommée Cheffe Principale invitée pour la saison 2022.

### Jeune public
De nombreuses activités pour le jeune public sont organisées par l'opéra : des concerts bébés, des productions lyriques adaptées et des interventions scolaires.

### Mission opéra solidaire
Depuis 2021, une nouvelle mission de solidarité active auprès des publics éloignés ou empêchés a été lancée, par exemple la mise en place d'une chorale populaire ouverte à tous, et la programmation de représentations "Zen" permettant à des personnes handicapées présentant des troubles du comportement d'assister à des spectacles.

## Administration
L'Opéra de Tours, avec un budget annuel d'environ 6,9 millions d'euros, est placé sous le statut de régie autonome depuis 2018. Le chef d’orchestre Laurent Campellone en assure la direction générale.

## Orchestre
Avec le soutien de la région Centre-Val de Loire, l'orchestre, qui compte 56 musiciens professionnels, assure une mission de diffusion de la musique symphonique sur l'ensemble du territoire régional. Il se produit régulièrement avec des solistes reconnus, parmi lesquels Renaud et Gautier Capuçon, Anne Queffélec et Xavier de Maistre.
Outre ses déplacements en région, l'orchestre est accueilli dans de grandes salles françaises comme la Philharmonie de Paris, la Cité des Congrès de Nantes et au Festival Berlioz.
L’OSRC-T a obtenu le Prix Claude Rostand du Meilleur spectacle lyrique de province pour Le Pays de Joseph-Guy Ropartz au cours de la saison 2007-2008. En 2010, l'orchestre a fait le premier enregistrement de l'opéra Le Cœur du moulin de Déodat de Séverac qui fut récompensé par un Diapason d'Or, un Orphée d'Or et un diamant d'Opéra Magazine. Leur dernier disque, la Troisième symphonie de Joseph-Guy Ropartz, reçut un Orphée d'Or et le Prix Albert Roussel.

## Chœur
Le Chœur de l’Opéra de Tours, dirigé par David Jackson, est composé de treize chanteurs professionnels qui participent aux saisons lyriques et symphoniques. Il se produit également en concert, élargissant son répertoire à la musique concertante et aux compositeurs actuels. Le Chœur est accompagné par le pianiste et collaborateur musical Vincent Lansiaux.

## Le Grand théâtre
En vue d'importants travaux de rénovation du bâtiment à venir, le conseil municipal du 6 décembre 2021 a adopté à l'unanimité la délibération concernant la demande de classement du Grand Théâtre de Tours comme monument historique.

### La salle
De couleur rouge et d’or et éclairée par un grand lustre de cristal, la salle à l’italienne compte 973 sièges. Le plafond est couvert d'une fresque réalisée en 1889 par Georges Clairin.

### Le foyer du public
Le foyer du public, où se retrouvent les spectateurs à l'entracte, peut accueillir plus de 200 personnes. Il est richement décoré et, situé au premier étage, il est complété de trois balcons.